# Tiêm (y tế)

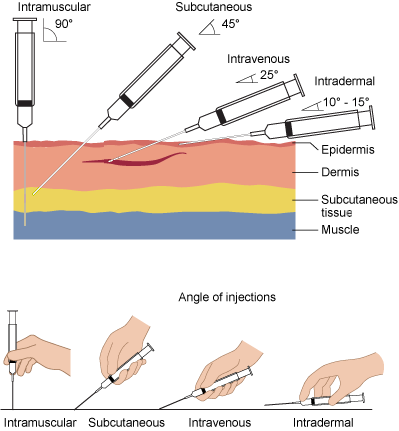
Góc đâm kim cho bốn loại tiêm: tiêm bắp, tiêm dưới da, tiêm tĩnh mạch và tiêm trong da.

Tiêm là hành động đưa chất lỏng, đặc biệt là thuốc vào cơ thể người bằng cách sử dụng kim tiêm (thường là kim tiêm dưới da) và kim ống tiêm. Tiêm là một kỹ thuật để đưa thuốc vào cơ thể bằng cách tiêm, tức là đưa thuốc vào cơ thể thông qua một tuyến đường khác không phải đường tiêu hóa. Tiêm trong y tế bao gồm tiêm dưới da, tiêm bắp, tiêm tĩnh mạch, tiêm phúc mạc, tiêm trong xương, tiêm trong tim, tiêm trong khớp, và tiêm vào gốc dương vật.
Tiêm thường được sử dụng như việc đưa thuốc vào 1 lần (bolus), nhưng cũng có thể được sử dụng để đưa thuốc vào cơ thể một cách liên tục. Thuốc có thể có tác dụng lâu dài ngay cả khi được dùng dưới dạng bolus. Đưa thuốc vào dưới dạng một ống thông tiểu trong thường được ưa thích thay vì tiêm trong trường hợp dùng thuốc lâu dài hơn hoặc việc tiêm thuốc cần lặp đi lặp lại.
Tiêm là một trong những quy trình chăm sóc sức khỏe phổ biến nhất, với ít nhất 16 tỷ mũi tiêm được ở các nước đang phát triển và các nước kinh tế chuyển tiếp mỗi năm. 95% tiêm được thực hiện trong chăm sóc chữa bệnh, 3% là tiêm chủng và phần còn lại cho các mục đích khác, chẳng hạn như truyền máu.  Trong một số trường hợp, thuật ngữ tiêm được sử dụng đồng nghĩa với tiêm chủng hay chích ngừa ngay cả bởi các công nhân khác nhau trong cùng một bệnh viện. Điều này không gây nhầm lẫn; trọng tâm chú ý là những gì được tiêm vào cơ thể thay vì hình thức thực hiện.
Vì quá trình tiêm tạo ra một vết thương nhỏ trên cơ thể (với mức độ đau khác nhau tùy thuộc vào loại tiêm và vị trí, loại thuốc, kim tiêm, kỹ năng của từng người tiêm và độ nhạy cảm của cá nhân được tiêm), sợ kim tiêm là một nỗi ám ảnh phổ biến và các biện pháp sát trùng thích hợp nên được sử dụng.